# کرونل پرینگلز
کرونل پرینگلز (به اسپانیایی: Coronel Pringles) یک منطقهٔ مسکونی در آرژانتین است که در بخش د کرونل پرینگلز واقع شده‌است. کرونل پرینگلز ۲۰٬۲۶۳ نفر جمعیت دارد و ۲۹۷ متر بالاتر از سطح دریا واقع شده‌است.